# Göttelbrunn
Göttelbrunn ist ein Gemeindeteil des Marktes Dachsbach im Landkreis Neustadt an der Aisch-Bad Windsheim (Mittelfranken, Bayern). Göttelbrunn liegt in der Gemarkung Traishöchstädt.

## Geographische Lage
Die Einöde liegt inmitten umgeben von den Göttelbrunner Teichen. 0,5 km westlich liegen die Brückenweiher. Ein Anliegerweg führt zu einer Gemeindeverbindungsstraße (0,6 km nördlich), die nach Traishöchstädt (1 km östlich) bzw. zur Bundesstraße 470 verläuft (2 km westlich).

## Geschichte
Gegen Ende des 18. Jahrhunderts gab es in Göttelbrunn fünf Anwesen. Das Hochgericht und die Dorf- und Gemeindeherrschaft übte das brandenburg-bayreuthische Kasten- und Jurisdiktionsamt Dachsbach aus. Grundherren waren die brandenburg-bayreuthischen Verwaltung Birnbaum (3 Häuser), das Rittergut Rezelsdorf (1 Gut) und der Nürnberger Eigenherr von Muffel (1 Gut).
Von 1797 bis 1810 unterstand der Ort dem Justizamt Dachsbach und Kammeramt Neustadt. Im Rahmen des Gemeindeedikts wurde Göttelbrunn zunächst dem 1811 gebildeten Steuerdistrikt Kairlindach zugewiesen, 1813 dann dem neu entstandenen Steuerdistrikt Birnbaum und der im gleichen Jahr gebildeten Ruralgemeinde Traishöchstädt. Am 1. Januar 1972 wurde Göttelbrunn im Zuge der Gebietsreform in Bayern nach Dachsbach eingemeindet.

## Einwohnerentwicklung
| Jahr      | 001818 | 001840 | 001861 | 001871 | 001885 | 001900 | 001925 | 001950 | 001961 | 001970 | 001987 | 002020 |
| Einwohner | 24     | 31     | 23     | 22     | 34     | 16     | 20     | 18     | 14     | 9      | 5      | 6      |
| Häuser    | 5      | 5      |        |        | 5      | 5      | 4      | 4      | 3      |        | 2      |        |
| Quelle    | [ 9 ]  | [ 10 ] | [ 11 ] | [ 12 ] | [ 13 ] | [ 14 ] | [ 15 ] | [ 16 ] | [ 17 ] | [ 18 ] | [ 19 ] | [ 1 ]  |

## Religion
Der Ort ist seit der Reformation evangelisch-lutherisch geprägt und bis heute nach St. Marien (Dachsbach) gepfarrt. Die Einwohner römisch-katholischer Konfession sind nach St. Josef (Weisendorf) gepfarrt.